# Accidente del B-52 en la Base Aérea Thule en 1968
El Accidente del B-52 en la Base Aérea Thule en 1968, también conocido como El Accidente de Thule al incidente de un Boeing B-52 Stratofortress de la Fuerza Aérea de los Estados Unidos de América que transportaba cuatro bombas termonucleares B28FI en la base aérea de Thule, en Groenlandia (Dinamarca) el 21 de enero de 1968.

## Historia

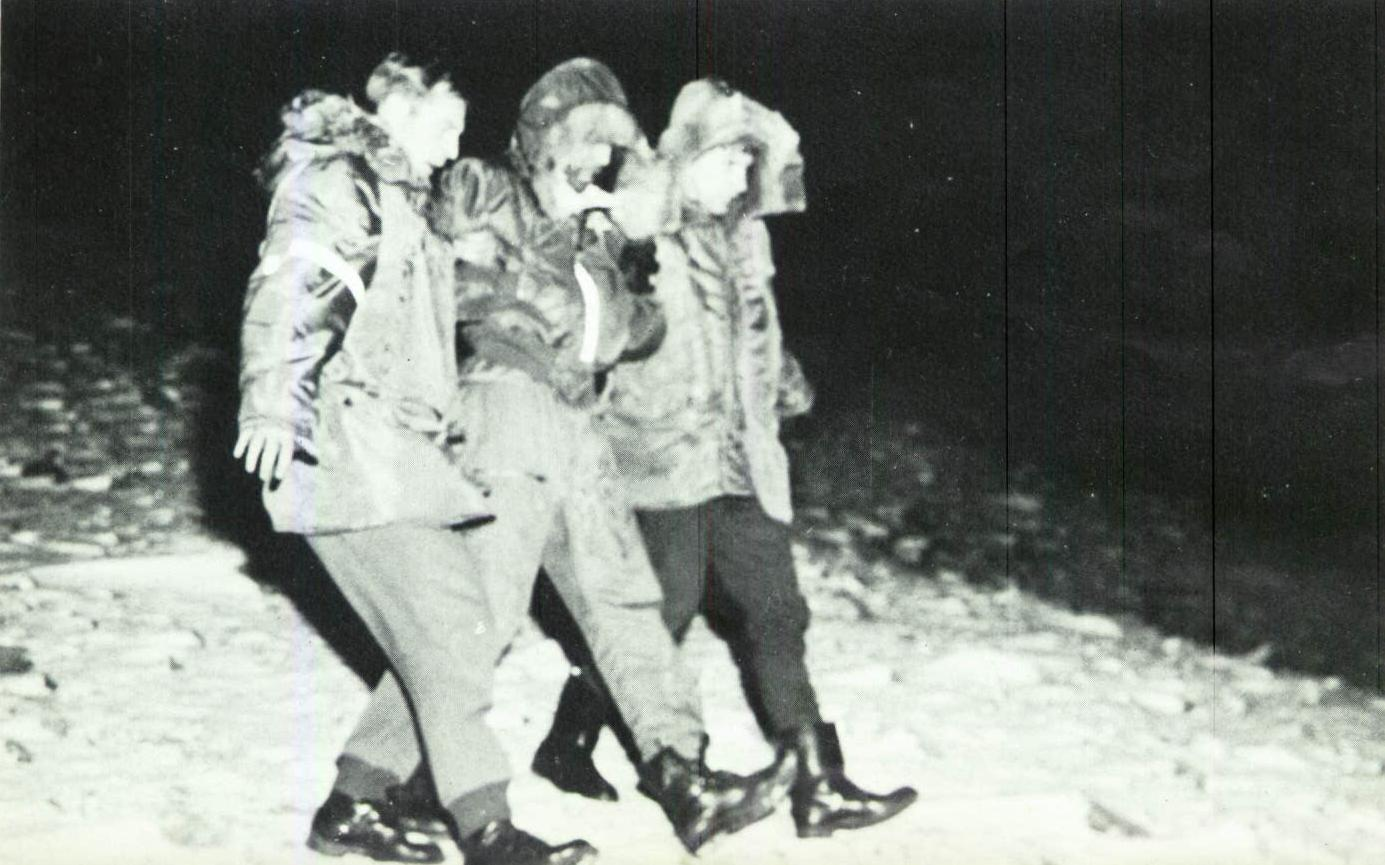
Rescate del artillero del B-52G que se eyectó del avión antes de que se estrellara en la bahía de Baffin, Groenlandia. 1968.

El avión transportaba a cuatro bombas de hidrógeno B28 durante una misión de alerta por la bahía de Baffin dentro de la operación Chrome Dome cuando un fuego en la cabina obligó a la tripulación a abandonar la aeronave antes de que pudieran realizar un aterrizaje de emergencia.
Seis de los tripulantes salieron sin riesgos, pero un miembro, que no tenía asiento eyectable murió mientras intentaba escapar de la aeronave. El avión se estrelló en el hielo cerca de la base aérea de Thule, en la North Star Bay, en el actual Qaanaaq, en Groenlandia, provocando la ruptura de las medidas de protección de las armas nucleares que transportaban, lo que produjo una contaminación radiactiva. El accidente provocó la dispersión de fragmentos pulverizados de plutonio y otros materiales radiactivos a lo largo de una franja de 100 metros a ambos lados de la zona de impacto de la aeronave.
Los Estados Unidos y Dinamarca llevaron a cabo una operación de recuperación y limpieza, que duró varios meses. Las misiones de la Operación Chrome Dome se suspendieron inmediatamente después del incidente, poniendo de relieve los errores de seguridad y el riesgo político de este tipo de misiones. Los procedimientos de seguridad fueron revisados y se desarrollaron una serie de explosivos más estables, la llamada munición insensible.
La revista Time en marzo de 2009 clasificó el evento como uno de los peores desastres nucleares.